# НБА в сезоні 1954–1955
Сезон НБА 1954–1955 був 9-им сезоном в Національній баскетбольній асоціації. Переможцями сезону стали «Сірак'юс Нейшеналс», які здолали у фінальній серії «Форт-Вейн Пістонс».
Перший сезон НБА, в якому було впроваджене правило 24 секунд, що обмежує час, який команда має на завершення своєї атаки. Завдяки цьому нововведенню ігри стали суттєво динамічнішими та результативнішими, що сприяло збільшенню глядацького інтересу до них.

## Регламент змагання
Сезон розпочинали дев'ять команд, розподілених між двома дивізіонами, проте по ходу сезону, зігравши 14 ігор і зазнавши в них 11 поразок, команда «Балтимор Буллетс» оголосила про припенення свого існування. Результати ігор за участю цієї команди були анульовані, розклад сезону було скореговано. По ходу сезону кожна з восьми команд, що залишилися, проводила по 12 ігор проти команд свого дивізіону і по 9 ігор проти команд іншого дивізіону, загалом 72 гри регулярного сезону. До плей-оф, який проходив за видозміненою олімпійською системою, виходили по три кращих команди з кожного дивізіону. На стадії півфіналів дивізіонів у боротьбу вступали команди, що посіли друге і третє місця за результатами регулярного сезону кожного з дивізіонів. Команди, які на цьому етапі здолали суперників у серіях ігор до двох перемог, виходили до фіналів дивізіонів, в яких проводили серію ігор до трьох перемог проти переможця регулярного сезону в своєму дивізіоні.
Чемпіони кожного з дивізіонів, що визначалися на стадії плей-оф, для визначення чемпіона НБА зустрічалися між собою у Фіналі, що складався із серії ігор до чотирьох перемог.

## Регулярний сезон

### Підсумкові таблиці за дивізіонами
| Східний                | В  | П  | %П   | Відст | Дом  | Гост  | Нейтр | Див   |
| ---------------------- | -- | -- | ---- | ----- | ---- | ----- | ----- | ----- |
| x-«Сірак'юс Нейшеналс» | 43 | 29 | .597 | –     | 25–7 | 10–17 | 8–5   | 21–15 |
| x-«Нью-Йорк Нікс»      | 38 | 34 | .528 | 5     | 17–9 | 8–17  | 13–8  | 15–21 |
| x-«Бостон Селтікс»     | 36 | 36 | .500 | 7     | 21–5 | 4–22  | 11–9  | 19–17 |
| «Філадельфія Ворріорс» | 33 | 39 | .458 | 10    | 14–5 | 6–20  | 13–14 | 17–19 |

| Західний                | В  | П  | %П   | Відст | Дом   | Гост  | Нейтр | Див   |
| ----------------------- | -- | -- | ---- | ----- | ----- | ----- | ----- | ----- |
| x-«Форт-Вейн Пістонс»   | 43 | 29 | .597 | –     | 21–6  | 9–14  | 13–9  | 28–8  |
| x-«Міннеаполіс Лейкерс» | 40 | 32 | .556 | 3     | 18–6  | 10–14 | 12–12 | 18–18 |
| x-«Рочестер Роялс»      | 29 | 43 | .403 | 14    | 17–11 | 4–19  | 8–13  | 14–22 |
| «Мілвокі Гокс»          | 26 | 46 | .361 | 17    | 6–11  | 9–16  | 11–19 | 14–22 |

Легенда:
- x – Учасники плей-оф

## Плей-оф
Переможці пар плей-оф позначені жирним. Цифри перед назвою команди відповідають її позиції у підсумковій турнірній таблиці регулярного сезону дивізіону. Цифри після назви команди відповідають кількості її перемог у відповідному раунді плей-оф.
|  | Півфінали дивізіонів | Півфінали дивізіонів | Півфінали дивізіонів |             |   | Фінали дивізіонів | Фінали дивізіонів | Фінали дивізіонів |  |  | Фінал НБА | Фінал НБА | Фінал НБА |
|  |                      |                      |                      |             |   |                   |                   |                   |  |  |           |           |           |
|  |                      |                      |                      |             |   |                   |                   |                   |  |  |           |           |           |
|  |                      | 1                    | Форт-Вейн            | 3           |   |                   |                   |                   |  |  |           |           |           |
|  | Західний Дивізіон    | 1                    | Форт-Вейн            | 3           |   |                   |                   |                   |  |  |           |           |           |
|  |                      |                      | 2                    | Міннеаполіс | 1 |                   |                   |                   |  |  |           |           |           |
|  | 3                    | Рочестер             | 2                    | Міннеаполіс | 1 | 1                 |                   |                   |  |  |           |           |           |
|  | 3                    | Рочестер             |                      |             |   | 1                 |                   |                   |  |  |           |           |           |
|  | 2                    | Міннеаполіс          | 2                    |             |   |                   |                   |                   |  |  |           |           |           |
|  |                      |                      |                      |             |   |                   |                   |                   |  |  | W1        | Форт-Вейн | 3         |
|  |                      |                      | E1                   | Сірак'юс    | 4 |                   |                   |                   |  |  |           |           |           |
|  |                      |                      |                      |             |   |                   |                   |                   |  |  |           |           |           |
|  |                      |                      |                      |             |   |                   |                   |                   |  |  |           |           |           |
|  |                      | 1                    | Сірак'юс             | 3           |   |                   |                   |                   |  |  |           |           |           |
|  | Східний Дивізіон     | 1                    | Сірак'юс             | 3           |   |                   |                   |                   |  |  |           |           |           |
|  |                      |                      | 3                    | Бостон      | 1 |                   |                   |                   |  |  |           |           |           |
|  | 3                    | Бостон               | 3                    | Бостон      | 1 | 2                 |                   |                   |  |  |           |           |           |
|  | 3                    | Бостон               |                      |             |   | 2                 |                   |                   |  |  |           |           |           |
|  | 2                    | Нью-Йорк             | 1                    |             |   |                   |                   |                   |  |  |           |           |           |

## Лідери сезону за статистичними показниками
| Показник                  | Гравець      | Команда                | Результат |
| ------------------------- | ------------ | ---------------------- | --------- |
| Очки                      | Ніл Джонстон | «Філадельфія Ворріорс» | 1,631     |
| Підбирання                | Ніл Джонстон | «Філадельфія Ворріорс» | 1,085     |
| Передачі                  | Боб Коузі    | «Бостон Селтікс»       | 557       |
| % влучань з гри           | Ларрі Фауст  | «Форт-Вейн Пістонс»    | .487      |
| % влучань штрафних кидків | Білл Шерман  | «Бостон Селтікс»       | .897      |

## Нагороди НБА

### Щорічні нагороди
- Новачок року: Боб Петтіт, «Мілвокі Гокс»

| - Перша збірна всіх зірок: - Ніл Джонстон, «Філадельфія Ворріорс» - Дольф Шеєс, «Сірак'юс Нейшеналс» - Боб Коузі, «Бостон Селтікс» - Боб Петтіт, «Мілвокі Гокс» - Ларрі Фауст, «Форт-Вейн Пістонс» | - Друга збірна всіх зірок: - Гаррі Галлатін, «Нью-Йорк Нікс» - Слейтер Мартін, «Міннеаполіс Лейкерс» - Верн Міккельсен, «Міннеаполіс Лейкерс» - Пол Сеймур, «Сірак'юс Нейшеналс» - Білл Шерман, «Бостон Селтікс» |